# Otto Kuhlmann (Schauspieler)
Otto Kuhlmann (* 28. Januar 1909 in Rheinhausen (Niederrhein); † 17. Juli 1991 in Hamburg) war ein deutscher Opernsänger, Regisseur, Schauspieler und Synchronsprecher.

## Leben

### Bühne
Kuhlmann studierte Gesang und Schauspiel an der Kölner Musikhochschule und gab sein Bühnendebüt 1921 als „Colonna“ in einer Inszenierung von Richard Wagners Rienzi am Aachener Stadttheater. Dort blieb er für sechs engagiert, in denen er allein 37 Opern- und Operetten-Partien sowie 36 Schauspielrollen zur Aufführung brachte. Er sang als ausgebildeter Opernbass zahlreiche klassische Rollen wie den „Daland“ in Wagners Fliegendem Holländer, den „Alberich“ im Ring des Nibelungen, den „Ramses“ in Giuseppe Verdis Aida, die Titelrolle in Verdis Falstaff, den Bürgermeister „van Bett“ in Albert Lortzings Zar und Zimmermann, den „Baculus“ in Lortzings Wildschütz und den „Scarpia“ in Giacomo Puccinis Tosca.
Vermutlich zum 1. Mai 1933 trat er der NSDAP bei (Mitgliedsnummer 2.098.280). Nach der Zeit in Aachen ging er 1937 als Operetten-Regisseur und Sänger nach Nürnberg-Fürth. Es folgten Engagements an der Staatsoperette München sowie 1941 als erster Opernregisseur und Darsteller in Posen. In dieser Zeit gab er auch Gastspiele am Staatstheater Danzig, bevor er 1943 eine Position als Oberspielleiter für Oper und Operette und Stellvertreter des Intendanten in Mährisch-Ostrau annahm.
Nach dem Zweiten Weltkrieg trat Kuhlmann als Gast in verschiedenen Theaterstücken und Operetten auf. Er spielte den „Harras“ in Carl Zuckmayers Des Teufels General, den „Dorfrichter Adam“ in Heinrich von Kleists zerbrochenem Krug sowie in einer Gelsenkirchener Produktion von Viktoria und ihr Husar. Schließlich holte ihn Georg Syguda an das Operettenhaus in Hamburg. In der Elbmetropole fand Kuhlmann für den Rest seines Lebens ein künstlerisches Betätigungsfeld. Er spielte in zahlreichen Aufführungen am Operettenhaus von Maske in Blau den „Kilian“ sowie ab 1952 an der Hamburger Kammerspielen.

### Film und Fernsehen
Darüber hinaus spielte Kuhlmann auch regelmäßig Rollen in Film- und Fernsehproduktionen. Bereits 1940 stand er in Viktor Tourjanskys Propagandafilm Feinde mit Willy Birgel und Brigitte Horney vor der Kamera. Zu seinen weiteren Produktionen zählen Egon Monks Brecht-Adaption Leben des Galilei, die von Friedrich Dürrenmatt selbst inszenierte Adaption von dessen Frank V. – Die Oper einer Privatbank mit Hubert von Meyerinck in der Titelrolle sowie Günter Gräwerts Tolstoi-Portrait Tod in Astapowo. Außerdem übernahm Kuhlmann Gastrollen in verschiedenen Fernsehserien und -reihen wie Hoftheater, Haifischbar und Hafenpolizei.

### Hörspiel- und Synchronsprecher
Überdies arbeitete er als Sprecher für Synchronisation und Hörspielproduktionen. Er lieh als Synchronsprecher seine Stimme Karel Höger in Vernunftehen, William Roerick in 37 Grad im Schatten und C. Aubrey Smith in Rekrut Willie Winkie. So verkörperte er beispielsweise für Hörspielbearbeitungen des Plattenlabels maritim den „Villefort“ in Dumas’ Graf von Monte Christo, den „Herzog von Buckingham“ in Dumas’ Drei Musketieren und den „Murdstone“ in Charles Dickens’ David Copperfield.

### GDBA
Daneben engagierte sich Kuhlmann zeitlebens stark für die sozialen Belange der Bühnenschaffenden. Von 1952 bis 1976 war er Vorsitzender des Landesverbandes Nord-West der Genossenschaft Deutscher Bühnen-Angehöriger (GDBA). Überdies war Vorsitzender der Rechtsschutzkommission der GDBA, Mitglied verschiedener Tarifkommissionen sowie über viele Jahre Landesbezirksvorsitzender der Gewerkschaft Kunst.

### Auszeichnungen
Für seine „hervorragenden künstlerischen Leistungen“ wurde Kuhlmann 1973 das Verdienstkreuz 1. Klasse des Verdienstordens der Bundesrepublik Deutschland verliehen.

## Filmografie (Auswahl)
- 1940: Feinde
- 1950: Nur eine Nacht
- 1955: Zwei blaue Augen
- 1960: Ein Monat auf dem Lande
- 1961: Der Bund der Haifische
- 1961: Rosmersholm
- 1962: Leben des Galilei
- 1964: Hafenpolizei – Die Dame aus Hongkong
- 1965: Schloßpension Fürstenhorst
- 1965: Wer weint um Juckenack?
- 1966: Volpone oder Der Fuchs
- 1966: Hinter diesen Mauern
- 1966: Der Hund
- 1966: Verratener Widerstand – Das Funkspiel der deutschen Abwehr in Holland
- 1966: Drei Tage bis Mitternacht
- 1967: Frank V. – Die Oper einer Privatbank
- 1974: Tod in Astapowo
- 1975: Hoftheater